# Ceratitis brachychaeta
Ceratitis brachychaeta är en tvåvingeart som beskrevs av Amnon Freidberg 1991. Ceratitis brachychaeta ingår i släktet Ceratitis och familjen borrflugor.
Artens utbredningsområde är Tanzania. Inga underarter finns listade i Catalogue of Life.